# Stanley Havili
Stanley Havili (Salt Lake City, 14 novembre 1987) è un giocatore di football americano statunitense che gioca nel ruolo di fullback per gli Indianapolis Colts della National Football League (NFL). Fu scelto nel corso del settimo giro (240º assoluto) del Draft NFL 2011 dai Philadelphia Eagles. Al college ha giocato a football alla University of Southern California.

## Carriera professionistica

### Philadelphia Eagles
Havili fu scelto dai Philadelphia Eagles nel corso del settimo giro del Draft 2011. Dopo aver passato tutta la sua stagione da rookie nella squadra di allenamento, debuttò come titolare nella prima settimana della stagione 2012 contro i Cleveland Browns. Nella settimana 11 contro i Dallas Cowboys segnò il suo primo touchdown su corsa. La sua stagione si concluse con 15 presenze, di cui 3 come titolare.

### Indianapolis Colts
Havili fu scambiato con gli Indianapolis Colts il 28 marzo 2013 per Clifton Geathers. Nella settimana 7 contro i Denver Broncos segnò il suo primo touchdown su ricezione.

## Statistiche
| Partite totali      | 15 |
| Partite da titolare | 2  |
| Yard corse          | 22 |
| Touchdown su corsa  | 1  |

Statistiche aggiornate alla stagione 2012